# Chahār Kharvār
Chahār Kharvār (persiska: چهار خروار) är en ort i Iran.   Den ligger i provinsen Nordkhorasan, i den nordöstra delen av landet, 600 km öster om huvudstaden Teheran. Chahār Kharvār ligger 1 071 meter över havet och antalet invånare är 460.
Terrängen runt Chahār Kharvār är huvudsakligen kuperad, men västerut är den platt. Runt Chahār Kharvār är det ganska glesbefolkat, med 27 invånare per kvadratkilometer. Närmaste större samhälle är Bojnourd, 11,5 km väster om Chahār Kharvār. Omgivningarna runt Chahār Kharvār är i huvudsak ett öppet busklandskap.